# Otfrid von Hanstein

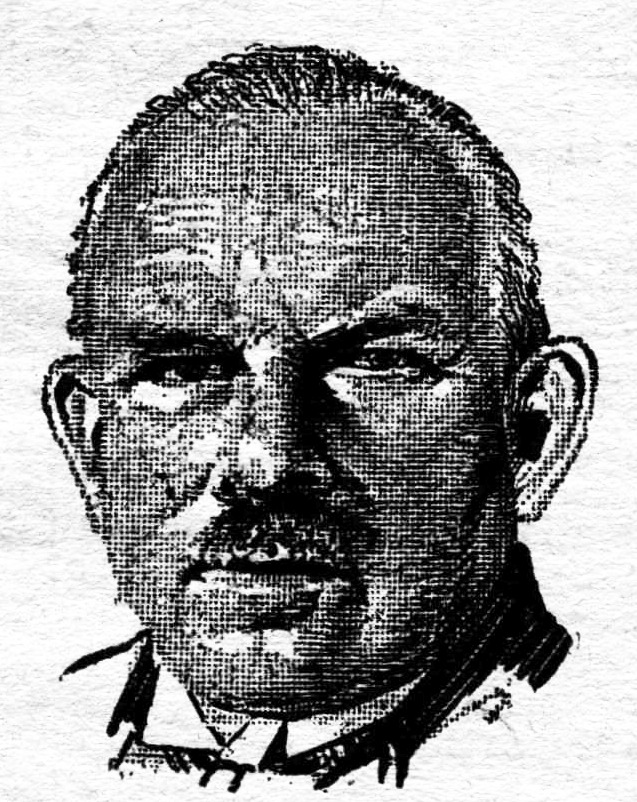
Wonder Stories Quarterly, 1930

Otfrid von Hanstein, auch Otfried von Hanstein (* 23. September 1869 in Poppelsdorf; † 17. Februar 1959 in Berlin) war ein deutscher Schriftsteller, der unter anderem die Pseudonyme Guenther von Hohenfels, R. Trebonius, Otfrid Zehlen, Otto Zehlen, O. Zehlen und Otto Berndt verwendete.

## Leben
Hanstein war der Sohn von Helene, geb. Ehrenberg und des Botanikprofessors Johannes von Hanstein. Sowohl sein Bruder Adalbert von Hanstein als auch sein Neffe Wolfram von Hanstein waren Schriftsteller.
Er verbrachte seine Jugend auf Schloss Poppelsdorf, wo sich die Amtswohnung seines Vaters befand, der Direktor des botanischen Gartens in Bonn war. Hanstein besuchte das Gymnasium in Göttingen. Nach seiner Schulzeit begann er als Theaterschauspieler zu arbeiten, sein erstes Engagement hatte er 1889. Er war Mitbegründer und Direktor einer Theaterschule und arbeitete als Regisseur. Er wurde Theaterdirektor in Glatz, ab 1908 in Nürnberg. Sein erster Roman Theater-Prinzeßchen (1906) beschäftigte sich mit dem Theater. Auf Tourneen und privat reiste er nach Frankreich, Spanien und zahlreiche weitere Länder, unter anderem auf dem Balkan, im Orient, Nord- und Südamerika.
Hanstein verfasste während seiner langen schriftstellerischen Karriere über zweihundert Romane, Erzählungen und Sachbücher. Da er nicht mit dem von ihm sehr geschätzten Karl May verglichen werden wollte, wählte er als Schauplätze möglichst solche Länder, die May nicht verwendete.
Er beschränkte sich nicht auf ein bestimmtes Genre, so erschienen im Laufe der Zeit unterhaltende Gesellschafts- und Liebesromane, Kriminalromane, viele Abenteuergeschichten – oftmals auch für Jugendliche bestimmt – oder auch Western und ca. 10 Science-Fiction-Romane, die zum Teil auch in den amerikanischen Pulp Magazinen "Wonder Stories" und "Wonder Stories Quarterly" in englischer Übersetzung veröffentlicht wurden.
Hanstein arbeitete für renommierte Jugendbuchverlage der Zeit, wie z. B. Union Deutsche Verlagsgesellschaft in Stuttgart oder den Münchmeyer-Verlag, schrieb aber auch für Leihbuch- und Romanheftverleger. Etliche seiner Werke wurden auch in Vorabdrucken in Zeitungen oder Zeitschriften veröffentlicht. Außerdem war Hanstein ein Pionier auf dem Gebiet des Lehrfilms.
Für seine Verdienste um die geistige Verbindung zwischen Portugal und Deutschland ernannte die Universität Coimbra Hanstein 1927 zum Ehrenmitglied der Akademie der Wissenschaften. Im Jahre 1933 wurde er von der Academia de Letras Bahia in Brasilien als erster Deutscher zum korrespondierenden Mitglied ernannt.
Nach Ende des Zweiten Weltkrieges waren diverse Schriften Hansteins aus der Zeit des Nationalsozialismus in der Sowjetischen Besatzungszone auf die Liste der auszusondernden Literatur gesetzt.
Seit 1903 war er mit der Schriftstellerin Paula von Hanstein verheiratet.

## Werke (Auswahl)

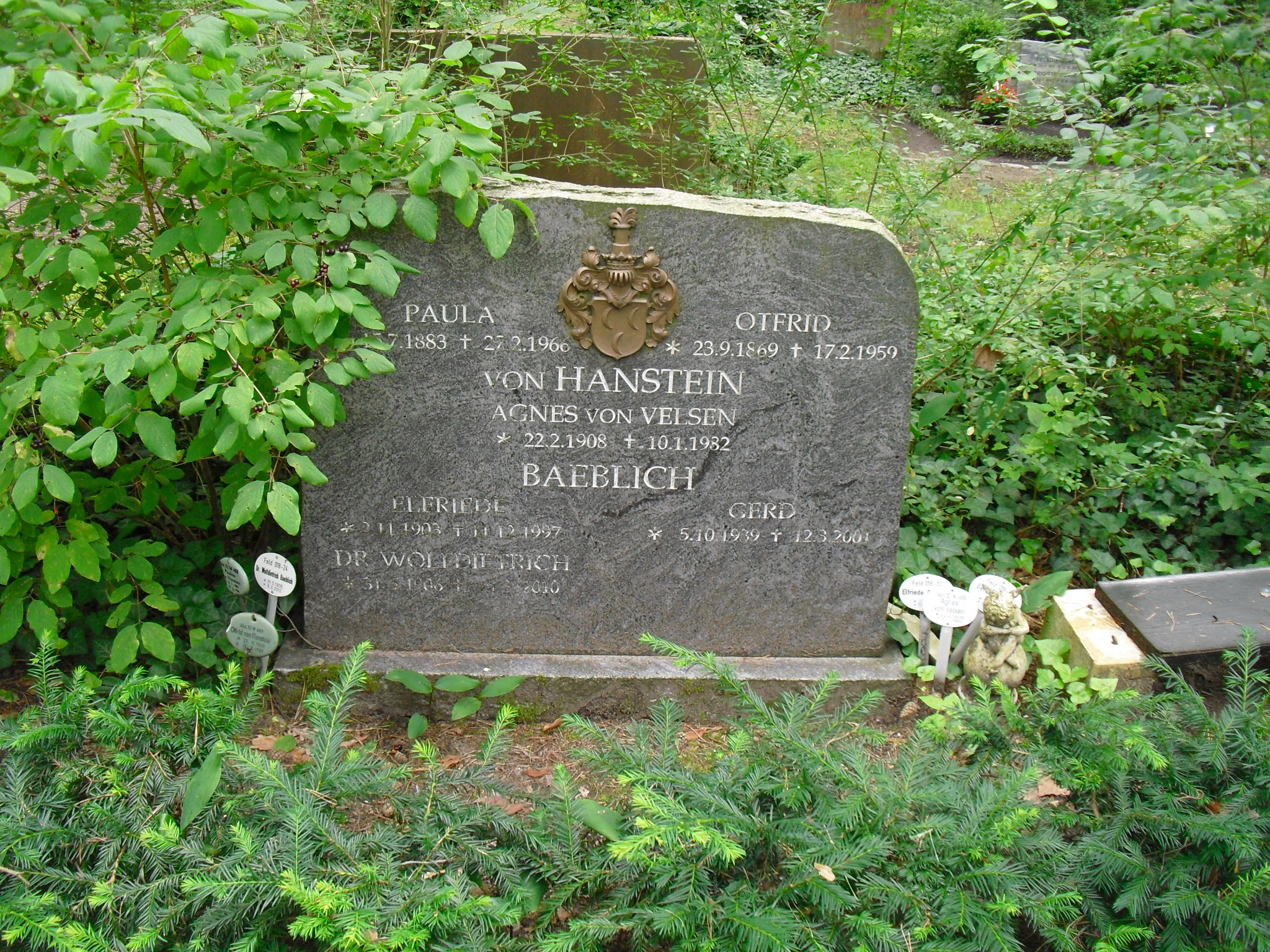
Grabstein für Otfrid und Paula von Hanstein auf dem Waldfriedhof Zehlendorf

Durchgängige Reisebeschreibungen in mehreren Bänden: Im Reiche des goldenen Drachen, Im Lande der aufgehenden Sonne, Unter dem Sonnenbanner. beginnt während des Boxeraufstands in China und endet ca. nach dem Erdbeben in San Francisco geht bis Südamerika 
- Theater-Prinzesschen. Bühnenmysterien und Theatermisere. Ein Theater-Roman. Peters, Göttingen 1906, mit Einführung von Kurt Büchler.
- Die Feuer von Tenochtitlan, Roman aus vergangenen Tagen, 1920
- Der Kaiser der Sahara. Roman. Deutsche Verlags-Anstalt, Stuttgart/Berlin 1922.
- Der blutrote Strom. Roman aus der Zeit eines Titanen, 1924
- Die Farm des Verschollenen. Phantastischer Roman. H. G. Münchmeyer, Dresden-Niedersedlitz 1924.
- Der Telefunken-Teufel. Ein Radioroman. H. G. Münchmeyer, Dresden-Niedersedlitz 1924.
- Das Licht im Osten. Der Roman der Erschließung Sibiriens. H. G. Münchmeyer, Dresden-Niedersedlitz 1924.
- Raisuli. Sultan der Berge. Aufgezeichnet von R. Forbes, Übersetzung und bearbeitet von Otfried von Hanstein. K.F. Koehler, Leipzig 1924
- Rulawer, der Träumer. Roman aus den ersten Tagen der Menschheit. Grunow u. Co., Leipzig 1924. (= Menschen und Zeiten Bd. 1)
- Dick Roberts der Goldsucher, 1925, Kamerad-Bibliothek Band 36
- Elektropolis. Die Stadt der technischen Wunder. Ein Zukunftsroman. Levy & Müller, Stuttgart 1928.
- Kleopatra, die Königin vom Nil, 1927
- Der blonde Gott. Ein Roman aus gestorbenen Welten. F. W. Grunow, Leipzig 1935.
- Mond-Rak I. Eine Fahrt ins Weltall. Ein Zukunftsroman. Levy & Müller, Stuttgart 1929
- Nova Terra, 1930
- Mit Kamel und Nilbarke von der Libyschen Wüste zum Sinai, 1930
- Vom Schiffsjungen zum Lloydkapitän, um 1930, 45 Jahre aus dem Leben eines Seemanns, Erinnerungen des Kapitäns d. Lloyd-Dampfers "Stuttgart" Adolf Winter wahrheitsgetreu nacherzählt, Druck u. Verlag v. W. Köhler, Minden i.W., 26 Tafelbilder u. 24 Abb. im Text
- Wie der Glasbläserjunge zum Braunhemd kam. Eine Erzählung aus dem Thüringer Walde. Anton, Leipzig 1934.
- Aus dem Gran Chaco ins deutsche Arbeitsdienstlager. Paul Franke, Berlin 1934.
- Heldengeist. Generalleutnant Karl von Francois. Rebell für Ehre und Deutschland, 1934
- Das Nandl von Schwangau. Ein Abenteuer-Roman aus dem Allgäu., 1937
- Das Haus in der Brüderstraße. Historischer Roman, 1937
- Farm in Südwest. Kolonialroman, 1938
- Der Brandstifter von Einbeck, Roman, 1941
- Der schwarze Student. Historischer Roman zur Zeit des Bauernaufstandes im Jahre 1626, 1941
- Der Meldereiter von Omaruru. Schicksal deutscher Farmer während des Hereroaufstandes in Südwest, 1941. Erschienen in der Reihe Kolonial-Bücherei, Heft 19
- Der Zweikampf. Ein historischer Ulmer Roman, 1944
- Der Brandstifter von Einbeck, 1946
- Die schwedische Nachtigall Jenny Lind, 1946
- Weltuntergang, 1946
- Via Dolorosa, 1949
- Donna Margerida, 1951
- Lord Orsinnig, 1951
- Rätsel um Anita, 1951
- Veit Bauer "der Scheußlich". Historischer Roman aus dem Oberharz, 1944 – erschienen nur als Zeitungsroman (1950)
- Jörge der Leichtmatrose, 1953
- Die Heldentat der Jutta von Stetten, Roman-Beilage Die deutsche Woche – erschienen nur als Zeitungsroman (zwischen 1951 und 1962)
- Ins verbotene Tibet. Abenteuer-Erzählung, Hartleben Verlag, Wien u. a. 1953; Deutsche Buchvertriebs- und Verlags-Gesellschaft, Düsseldorf 1953, als O. Zehlen
- Die Pirateninsel, als Rolf Trebonius, 1954